# 夏侯鈺涵
夏侯鈺涵（英語：Hanna Xia Hou，2008年2月13日—）中國深圳歌手，為深圳星概念文化培訓的童星，七歲跟姐姐一起加入星概念的大家庭，就讀於北大附中深圳南山分校，家裏有三個姐姐。2016年因參加湖南金鷹卡通電視中國新聲代第四季而走紅，乃薛之謙導師班級的學員。後來推出了兩首跟親情有關的原創歌曲。

## 生平
- 2014年榮獲2014陳愛蓮全國青少年兒童舞蹈展映交流活動兒童組銀獎
- 2014年榮獲2014童星族中國少兒超模電視盛典全國總決賽幼兒組銀獎
- 2014年榮獲中華少兒語言藝術表演大賽幼兒組金獎
- 2014年榮獲第四屆中國少兒小金鐘音樂大賽深圳賽區幼兒組聲樂類金獎
- 2015年應邀參加「快樂·享」星概念2015大型童星演唱會
- 2015年榮獲第三屆全國校園原創音樂徵集展演活動全國總決賽小學組銀獎
- 2015年應邀參加第三屆全國校園原創音樂徵集展演活動電視頒獎晚會
- 2015年應邀錄製央視音樂優等生欄目
- 2016年應邀錄製山西少兒頻道童星夢工廠
- 2016年應邀錄製澳亞衛視花開童年
- 2016年走上中國新聲代第四季的舞臺
- 2016年11月推出第一首原創歌曲MV——唱給媽媽的歌
- 2016年11月舉辦了第一次演唱會
- 2017年參加了第二屆深圳兒童音樂節競選
- 2017年3月美拍申請通過，並發起直播
- 2017年6月推出第二首原創歌曲MV——有你才有一個家
- 2017年應邀錄製瘋狂的麥吉第四季，首次通過第四季石盤密室的懲罰環節
- 2017年應邀錄製非常6+1
- 2017年12月應邀錄製非常6+1春晚節目，將在2018年播出
- 2018年3月應邀到上海靜安區大悅城演出

## 作品
| - 葫蘆娃 - 最美的名字 - 天空之城 - 咖喱咖喱 - 永遠在你的身邊 - 左手右手 | - 風吹麥浪 - 陪我看日出 - 有你才有一個家 - 唱給媽媽的歌 - 人間 - 小孩 | - 明天你好 - 冥明 - 梨花又開放 - 新聲 - 那些年你很冒險的夢 - 胡桃夾子 - 小幸運 | - You raise me up - 房間 - 九張機 - 追光者 - 阿楚姑娘 |

- My Heart Will Go On
- 說散就散
- 春暖花開

## 外部連結
- 夏侯鈺涵的新浪微博